# Les Minions
Pour les articles homonymes, voir Minion et Minions (Cornouailles).
Pour l’article ayant un titre homophone, voir Mignon (homonymie).
Série Les Minions
Les Minions 2 : Il était une fois Gru
(2022)
Pour plus de détails, voir Fiche technique et Distribution.
Les Minions (Minions) est un film d'animation américano-français réalisé par Kyle Balda et Pierre Coffin, sorti en 2015. Il s'agit d'une préquelle de la saga Moi, moche et méchant.
Le film est un énorme succès au box-office avec plus de 1,1 milliard de dollars de recettes pour un budget d'environ 74 millions de dollars.

## Synopsis
Les Minions sont des petites créatures jaunes qui existent depuis la nuit des temps, ils sont l'évolution d'organismes unicellulaires jaunes qui n'ont qu'un seul but : servir les méchants les plus ambitieux de l'histoire. Après que leur stupidité a détruit tous leurs maîtres, dont un tyrannosaure Rex (tombé dans un volcan), un homme préhistorique (dévoré par un ours), un pharaon (écrasé sous une pyramide avec tout son peuple), Dracula (exposé à la lumière du soleil) et Napoléon (ayant reçu un coup de canon), ils décident de s'isoler du monde et de commencer une nouvelle vie en Arctique. Bien des années plus tard, en 1968, l'absence d'un maître les pousse dans la dépression. Kevin, Stuart et Bob se mettent alors en quête d'un nouveau méchant,.
Les trois minions commencent à chercher à New York, mais en perdant Bob, ils restent dans un centre commercial pour la nuit où en réglant une antenne, ils tombent sur une émission cachée faisant la publicité de la Foire du Mal, une convention d'Orlando pour tous les méchants. Le lendemain, ils se rendent à Orlando en Floride et, grâce à la famille Nelson, une famille de méchants, ils assistent à la Foire du Mal. Ils sont alors en concurrence pour le droit d'être les hommes de main de Scarlet Overkill, une méchante élégante et ambitieuse devenue la première femme super-méchante, déterminée à dominer le monde,. Cette dernière met au défi les spectateurs de lui dérober un rubis qu'elle a volé, engageant le gagnant en échange. Ce sont finalement Kevin, Stuart et Bob qui réussissent involontairement à gagner le droit d'être engagés par celle-ci (Bob ayant avalé le rubis lorsque d'autres personnes se sont jetées sur Scarlet).
Pendant que Scarlet ramène les trois minions chez elle à Londres, Kevin téléphone au reste des Minions pour qu’ils puissent les rejoindre : ceux-ci acceptent uniquement parce qu’ils ont été chassés par des yétis car ils ont tué leur chef en essayant de se faire recruter. Dans son palais, Scarlet présente aux minions son mari Herb, qui est un inventeur d'armes de destruction et d'incroyables gadgets. Scarlet confie au trio la mission de dérober la couronne royale afin de devenir reine d'Angleterre pour pouvoir réaliser son rêve de petite fille.
Le lendemain, Herb donne aux minions ses gadgets pour leurs missions : un bras bionique extensible, un pisto lampe à lave et l’hypno-casque. Après avoir échoué à voler la couronne dans la Tour de Londres, les minions tente de la dérober durant son convoi.
Après une course poursuite déjantée, l'inattendu se produit : Bob réussit à retirer Excalibur de son rocher et devient lui-même roi d'Angleterre. Se sentant trahie, Scarlet s'en prend à eux mais Bob décide de lui céder sa place. Malgré ça, Scarlet en veut toujours aux minions et décide de les enfermer dans les oubliettes pendant qu’elle se prépare pour son couronnement. Les trois minions réussissent à s’évader et essayent de retrouver Scarlet pour s’excuser mais ils font chuter un lustre sur elle. Elle en sort indemne mais elle considère cet accident comme une tentative d'assassinat et ordonne aux méchants de les capturer. Durant la fuite, Bob et Stuart sont capturés et menacés de mort si Kevin ne se montre pas.
Kevin, ayant réussi à s'échapper, se réfugie dans le palais de Scarlet avec les méchants à sa poursuite et active accidentellement la dernière invention de Herb qui le transforme en géant. Il sauve ses deux camarades et affronte Scarlet. Tous les autres Minions qui sont venus rejoindre Kevin, Stuart et Bob en Angleterre arrivent juste à temps pour que Scarlet essaie de les éradiquer en tirant un missile massif. Kevin avale le missile et s’accroche à Scarlet et Herb alors qu’ils tentent de s'échapper. Le missile explose mais Kevin réussit à survivre et à retrouver sa taille.
Après la victoire de Kevin, la reine Élisabeth II récompense le trio : Bob obtient une mini-couronne pour son ourson en peluche, Stuart une boule à neige, ce qui est en réalité une blague de Kevin. Son vrai cadeau est une guitare qu'il casse après avoir joué, il finit donc par récupérer la boule à neige. Kevin est quant à lui fait chevalier. C'est lors de cette cérémonie de récompense que les Minions découvrent que Scarlet et Herb sont toujours vivants et veulent encore voler la couronne. Ils font la rencontre de Gru, leur nouveau maître moche et méchant, venu lui aussi pour dérober la couronne d'Angleterre, qu'il prend des mains de Scarlet après l'avoir congelée grâce à son rayon. Bob donne alors sa mini-couronne à Scarlet avant de partir rejoindre les autres Minions qui suivent le jeune Gru.

## Fiche technique
Sauf indication contraire, les informations mentionnées dans cette section peuvent être confirmées par la base de données cinématographiques IMDb,  présente dans la section « Liens externes ».
- Titre original : Minions
- Titre français : Les Minions
- Réalisation : Kyle Balda et Pierre Coffin
- Scénario : Brian Lynch, d'après les personnages créés par Ken Daurio et Cinco Paul.
- Musique : Heitor Pereira
- Direction artistique : Olivier Adam
- Animation : Bruno Dequier (chef de l’animation)
- Son : Darpan Patel
- Montage : Claire Dodgson
- Production : Janet Healy et Chris Meledandri
  - Production associée : Brett Hoffman et Robert Taylor
  - Production déléguée : Chris Renaud et Dave Rosenbaum
- Société de production : Illumination Entertainment, Universal Pictures
- Société de distribution : Universal Pictures
- Budget : 74 000 000 dollars[6]
- Pays :  États-Unis
- Langue originale : anglais
- Format : couleur - 35 mm - 1,85:1 - son Dolby Digital / Datasat / SDDS / Dolby Atmos
- Genre : animation
- Durée : 91 minutes
- Dates de sortie :
  - Royaume-Uni : 11 juin 2015 (première mondiale à Londres)
  - États-Unis : 10 juillet 2015[7]
  - France, Belgique : 8 juillet 2015[8]

## Distribution

### Voix originales
- Pierre Coffin : Kevin, Stuart et Bob[9] les Minions
- Sandra Bullock : Scarlet Overkill
- Jon Hamm : Herb Overkill
- Michael Keaton : Walter Nelson
- Allison Janney : Madge Nelson[10]
- Steve Coogan : le professeur Flux et le garde de la Tour de Londres
- Geoffrey Rush : le narrateur[11]
- Jennifer Saunders : la reine Élisabeth II[12]
- Katy Mixon : Tina Nelson
- Laraine Newman : Ticket Taker
- Steve Carell : Gru (jeune)
- Jess Harnell, Bill Farmer, Bob Bergen, John Cygan, Danny Mann, Daamen J. Krall, Jim Cummings, Tom Kenny, John Kassir, Christian Potenza, Mindy Sterling et Tara Strong : voix additionnelles

### Voix françaises
- Pierre Coffin : Kevin, Stuart et Bob
- Marion Cotillard : Scarlet Overkill[13]
- Guillaume Canet : Herb Overkill[13]
- Philippe Laudenbach : le narrateur
- Christian Gonon : Walter Nelson
- Catherine Davenier : Madge Nelson
- Jean-Christophe Dollé : professeur Flux
- Thierry Bosc : le gardien de la couronne
- Silvie Laguna : la reine Élisabeth II
- Pauline Brunner : Tina
- Philippe Spiteri : le présentateur VNC
- Pierre Diot : Walter Jr.
- Hervé Icovic : Fabrice
- Julien Sibre : le majordome
- Laurent Natrella : le journaliste
- Gad Elmaleh : Gru (jeune)

### Voix québécoises
- Hugolin Chevrette : Kevin, Stuart et Bob
- Hélène Mondoux : Scarlett Overkill
- Frédéric Desager : professeur Flux
- Frédéric Paquet : Herb Overkill
- Valérie Gagné : Madge Nelson
- Benoît Brière : Walter Nelson
- Véronique Marchand : Tina Nelson
- Daniel Lesourd : le narrateur
- Michèle Lituac : la reine Élisabeth II
- Gilbert Lachance : Gru (jeune)

 Source et légende : version québécoise (VQ) sur Doublage.qc.ca

## Production

### Développement
Le film est annoncé pour la première fois dans le générique de fin de Moi, moche et méchant 2, où trois Minions sont auditionnés pour le film.
En août 2012, Universal Pictures confirme la préparation d'un film dérivé centré sur les Minions avec une date de sortie fixée pour le 19 décembre 2014.

### Attribution des rôles
En février 2013, Sandra Bullock rejoint la distribution dans le rôle de Scarlett Overkill. Deux mois plus tard, Jon Hamm la rejoint également en incarnant son mari, Herb Overkill. Le 4 novembre 2014, lors de la diffusion de la première bande-annonce, Michael Keaton, Allison Janney et Steve Coogan rejoignent la distribution.

### Bande originale
Composée et produite par Heitor Pereira, la bande originale du film est sortie le 10 juillet 2015 en CD et téléchargement.
Albums de Heitor Pereira
Curious George 3: Back to the Jungle
(2015) The Moon and the Sun
(2015)
| 1.    | Universal Fanfare                 | Jerry Goldsmith                  | Les Minions             | 0:32 |
| 2.    | Happy Together                    | Garry Bonner et Alan Gordon      | The Turtles             | 2:54 |
| 3.    | I'm a Man                         | Steve Winwood et Jimmy Miller    | The Spencer Davis Group | 3:05 |
| 4.    | You Really Got Me                 | Ray Davies                       | The Kinks               | 2:14 |
| 5.    | My Generation                     | Pete Townshend                   | The Who                 | 3:16 |
| 6.    | Mellow Yellow                     | Donovan                          | Donovan                 | 3:41 |
| 7.    | Revolution                        | Lennon/McCartney                 | Les Minions             | 2:22 |
| 8.    | Minions Through Time              |                                  |                         | 4:34 |
| 9.    | Kevin, Stuart and Bob             |                                  |                         | 2:57 |
| 10.   | Minions Run Amok                  |                                  |                         | 1:29 |
| 11.   | Tortellini                        |                                  |                         | 0:21 |
| 12.   | The VNC                           |                                  |                         | 1:11 |
| 13.   | Minions in the U.S.A.             |                                  |                         | 2:13 |
| 14.   | Orlando                           |                                  |                         | 0:46 |
| 15.   | Scarlet Overkill                  |                                  |                         | 1:07 |
| 16.   | Ruby Fight                        |                                  |                         | 2:58 |
| 17.   | Make 'Em Laugh                    | Nacio Herb Brown et Arthur Freed | Les Minions             | 0:44 |
| 18.   | Scarlet’s Fortress                |                                  |                         | 3:31 |
| 19.   | Traveling Tribe                   |                                  |                         | 0:49 |
| 20.   | Tower of London                   |                                  |                         | 1:39 |
| 21.   | Hair                              | James Rado et Gerome Ragni       | Les Minions             | 0:54 |
| 22.   | Fighting the Crown Keeper         |                                  |                         | 1:43 |
| 23.   | King Bob                          |                                  |                         | 0:57 |
| 24.   | Theme From the Monkees            | Boyce and Hart                   | Les Minions             | 0:29 |
| 25.   | Dungeon Mayhem                    |                                  |                         | 0:35 |
| 26.   | Goodbye Fabrice                   |                                  |                         | 2:28 |
| 27.   | Minion Mission                    |                                  |                         | 4:56 |
| 28.   | Sneaking In                       |                                  |                         | 2:34 |
| 29.   | King Kong Kevin                   |                                  |                         | 3:30 |
| 30.   | Our Hero Is Back                  |                                  |                         | 1:14 |
| 31.   | Minions Victory                   |                                  |                         | 2:49 |
| 32.   | Greatest Renegade Unveiling (Gru) |                                  |                         | 2:39 |
| 67:11 |                                   |                                  |                         |      |

## Accueil

### Promotion
En mai 2014, la première affiche est révélée. Le 4 novembre 2014, la première bande-annonce et une seconde affiche sont dévoilées. 24 jours après, une vidéo présente les Minions chantant Douce nuit, sainte nuit et Jingle Bells. Le 17 décembre 2014, un premier extrait du film faisant découvrir aux Minions New York et comment ceux-ci ont eu leurs salopettes est révélé. Un mois plus tard, un spot du Super Bowl consacré aux Minions est mis en ligne.
Le 3 février 2015, une seconde bande-annonce est dévoilée. Le 15 mai 2015, la bande-annonce finale est publiée. Elle présente la première mission des Minions par Scarlet Overkill. Universal a dépensé un total de 26,1 millions de dollars afin de promouvoir le film à la télévision.

### Sortie
La sortie était initialement prévue le 19 décembre 2014 aux États-Unis et le 17 décembre 2014 en France. Finalement, en septembre 2013, les dates sont reculées : 10 juillet 2015 pour les États-Unis et 8 juillet 2015 sur le sol français. Ce reculement de date est dû à la satisfaction d'Universal avec la sortie en juillet de Moi, moche et méchant 2, ainsi que la possibilité d'exploiter pleinement le potentiel de marchandises d'un film d'été. Le 24 février 2015, le film est annoncé comme étant présenté en avant-première au Festival d'Annecy 2015.

### Accueil critique
Les Minions a reçu des critiques généralement mitigées. Sur le site Rotten Tomatoes, il obtient un score de 54 % pour un total de 178 critiques et une note moyenne de 5,8/10, concluant avec « des résultats inégaux mais souvent hilarants ». Sur Metacritic, le film obtient un score de 56 sur 100, sur la base de 35 critiques, indiquant des avis généralement favorables.
En France, le film reçoit des critiques positives, notamment sur le site Allociné, qui propose une note de 3,7 sur 5 à partir de l'interprétation de critiques de presse.

### Box-office
Aux États-Unis et au Canada, Les Minions sort dans 4 301 cinémas, ce qui en fait la sortie la plus large pour Universal Pictures et la deuxième plus large pour un film d'animation, derrière Shrek 4 qui est sorti dans 4 386 cinémas. Le film fait 6,2 millions de dollars lors des projections du jeudi soir à partir de 18 heures dans 2 985 cinémas, un record pour un film d'animation et rapporte 46 171 000 $ pour son premier jour d'exploitation (incluant les projections du jeudi), se plaçant alors à la tête du classement. Grâce à son week-end d'ouverture, le film récolte 115,2 millions de dollars et devient le deuxième meilleur démarrage de tous les temps pour un film d'animation, derrière Shrek le troisième avec 121,6 millions.
En France, Les Minions réalise le meilleur démarrage parisien de l'année avec 8 436 entrées et le meilleur démarrage français de l'année en attirant 596 291 spectateurs pour son premier jour d'exploitation.
| Pays ou région    | Box-office        | Date d'arrêt du box-office | Nombre de semaines |
| ----------------- | ----------------- | -------------------------- | ------------------ |
| États-Unis Canada | 336 045 770 $     | 24 octobre 2015            | 23                 |
| France            | 6 588 715 entrées | 24 octobre 2015            | 17                 |
| Mondial           | 1 159 398 397 $   | 24 octobre 2015            | —                  |

## Distinctions

### Récompenses
- People's Choice Awards 2016 : film familial préféré[41]

### Nominations
- People's Choice Awards 2016 : acteur/actrice dans un film d'animation préféré[41]
- British Academy Film Awards 2016 : meilleur film d'animation[42]
- Kids' Choice Awards 2016[43] :
  - Film d'animation préféré
  - Voix préférée dans un film d'animation pour Sandra Bullock
- Empire Awards 2016 : meilleur film d'animation[44]
- Saturn Awards 2016 : meilleur film d'animation[45]

## Produits dérivés
Une série de bande dessinée, scénarisée par Didier Ah-Koon et dessinée par Renaud Collin, est prépubliée dans le Spirou depuis 2013, et publiée en album aux éditions Dupuis. Le premier tome, intitulé Banana !, est paru le 19 juin 2015 et le deuxième, scénarisé par Stéphane Lapuss' et titularisé Evil Panic, est paru le 20 novembre 2015. Une adaptation a eu lieu dans les pays anglophones et est publiée par Titan Comics. La série comprend quatre numéros de comics, deux digest collections, deux numéros à couverture rigide et une collection de poche. Parallèlement, cinq figurines spécialement créées pour le film, fabriquées par Funko, sont sorties dès la moitié du mois de mai 2015 aux États-Unis,.

## Suite
Annoncée en janvier 2017, une suite, intitulée Les Minions 2 : Il était une fois Gru (Minions: The Rise of Gru) est programmée pour une sortie en juillet 2020. En raison de la pandémie de Covid-19, la sortie du film est d'abord reportée en 2021, puis a finalement lieu en juillet 2022.